# Cotopaxi
Pour les articles homonymes, voir Cotopaxi (homonymie).
Le Cotopaxi est un volcan d'Équateur culminant à 5 897 mètres d'altitude, situé au sud de Quito, la capitale du pays. Il est le plus haut volcan actif de ce pays. Il représente un cône parfait dont le cratère principal mesure environ 550 à 800 mètres de diamètre. Son éruption la plus importante date de 1877, lorsqu'il détruisit plusieurs villes et vallées. Il est protégé dans le parc national du Cotopaxi.

## Toponymie
Le nom du volcan signifierait « cou de la Lune » en cayapa[réf. souhaitée] ; la Lune venant se « poser » au-dessus du volcan lui donnerait l'impression d'être le cou de la lune. Dans les langues caribes, il signifierait « roi de la mort »[réf. souhaitée].
Le chroniqueur espagnol Antonio de Herrera, qui fait mention de l'éruption du volcan en 1533 dans ses écrits, le nomme Latacunga. Charles Marie de La Condamine écrit à ce propos : « […] il nomme le volcan de Latacunga, petite ville dont il est distant de quatre lieues : son nom indien Coto-paxi, signifie dans la langue des Incas, « masse brillante ». »
En quechua, coto signifie « masse » ou, par extension, « mont » et paxi ou phaxi « lune » ou « clarté ». En respectant l'ordre du substantif, Cotopaxi signifie « clarté de la masse », « clarté du mont », « brillance de la masse » ou encore « mont clair » et non pas « masse brillante », étymologie parfois rencontrée. La montagne étant un volcan, la notion de clarté, de brillance pourrait faire référence aux lueurs des éruptions volcaniques et son nom pourrait signifier en quechua « masse de feu ».

## Géographie

### Situation
Le Cotopaxi est situé sur la bordure occidentale de la cordillère Centrale (aussi appelée Cordillera Real).
Ce volcan a donné son  nom à la province dans laquelle il est localisé. La province de Cotopaxi, dont le chef-lieu est Latacunga, est située juste au sud de la province de Pichincha, où se situe Quito, la capitale du pays. Latacunga se situe à environ trente kilomètres au sud-ouest du volcan et Quito à soixante kilomètres au nord.

### Topographie
Le Cotopaxi est un stratovolcan au cône quasi parfait, de 5 897 mètres d'altitude et dominant de 3 000 mètres les terrains environnants. Il est en fait constitué de deux appareils volcaniques imbriqués. La partie basale, la plus ancienne, est une caldeira qui s'effondra il y a plus de 5 000 ans et dont les restes sont encore visibles au nord et au sud-ouest sous forme de reliefs en saillie. Cette partie ancienne du volcan est appelée Picacho. La partie la plus récente, située au-dessus, forme le cône terminal nommé Incaloma,. Couvrant une superficie de 280 km2 avec une longueur de 22 kilomètres pour une largeur de 20 kilomètres, son volume est de 272 km3.
Le volcan est recouvert de glaces et neiges éternelles dès 4 900 mètres d'altitude, sur une surface totale estimée à 27 km2,. Elles ont été à l'origine de lahars destructeurs lors de certaines éruptions du Cotopaxi,.

## Type éruptif et risques volcaniques

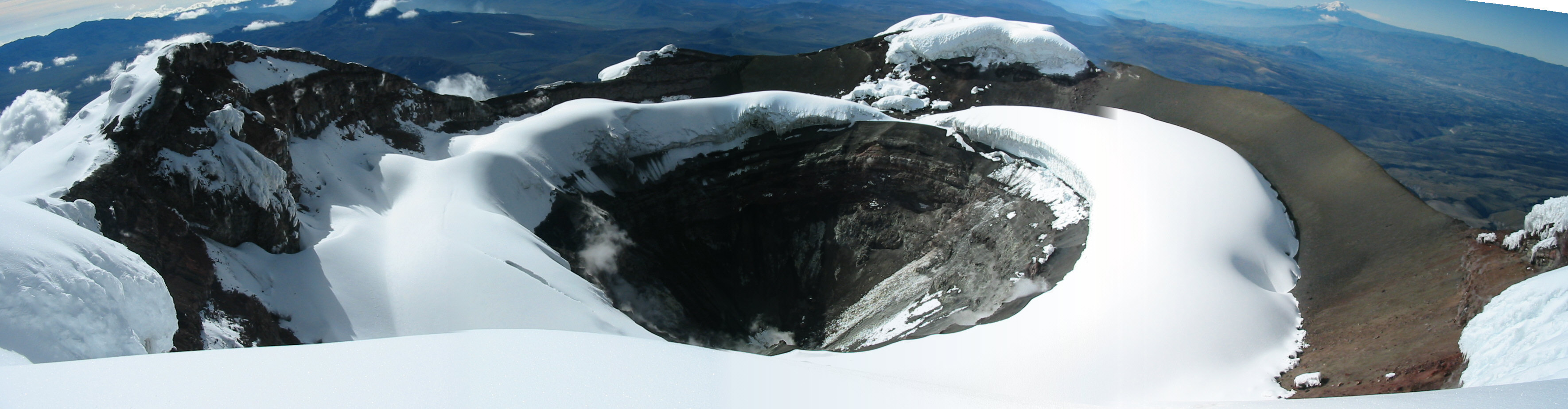
Vue panoramique du cratère du Cotopaxi.

Ce volcan est de type explosif, avec émission de cendres, de lapillis (parfois sous forme de coulées pyroclastiques), voire de laves de type andésitiques. Il a aussi émis des ponces constituées de rhyolite.
À une altitude de plus de 5 500 mètres, le caractère glaciaire de la crête rend les éruptions extrêmement dangereuses car la lave se mêlant à la neige lance sur les pentes de l'édifice volcanique des coulées de boue meurtrières appelées lahars. Ce volcan élevé est d'autant plus redoutable que la vitesse des épanchements surprend les populations de la vallée.
Le cratère du Cotopaxi étant légèrement égueulé vers l'ouest, les lahars ont tendance à prendre le chemin de la ville de Latacunga, qui a été plusieurs fois ravagée par des lahars,.

## Histoire

### Histoire éruptive

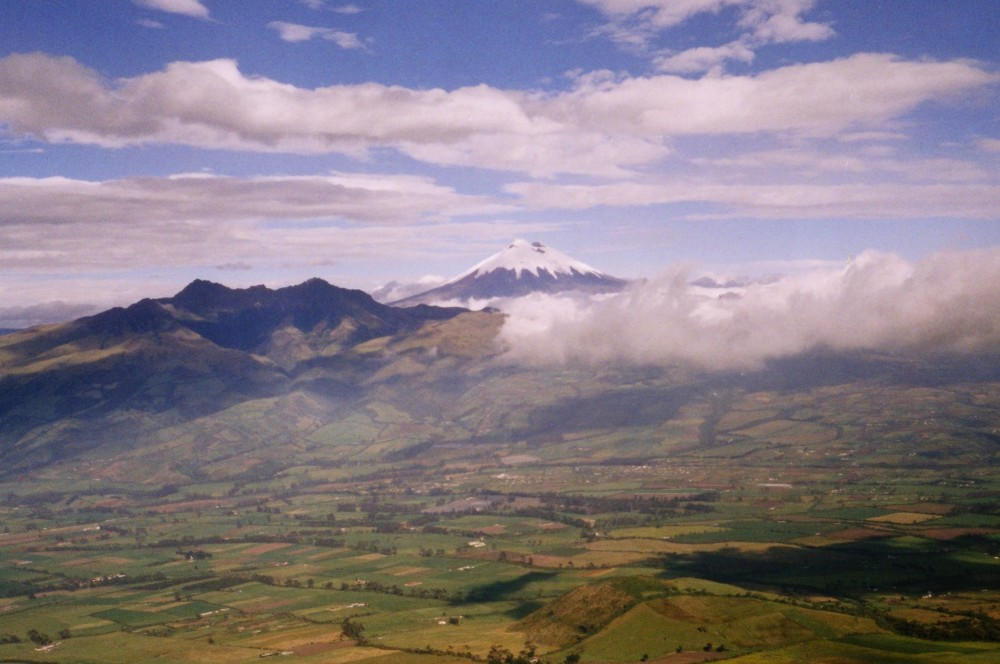
Le Cotopaxi vu depuis le Corazon.

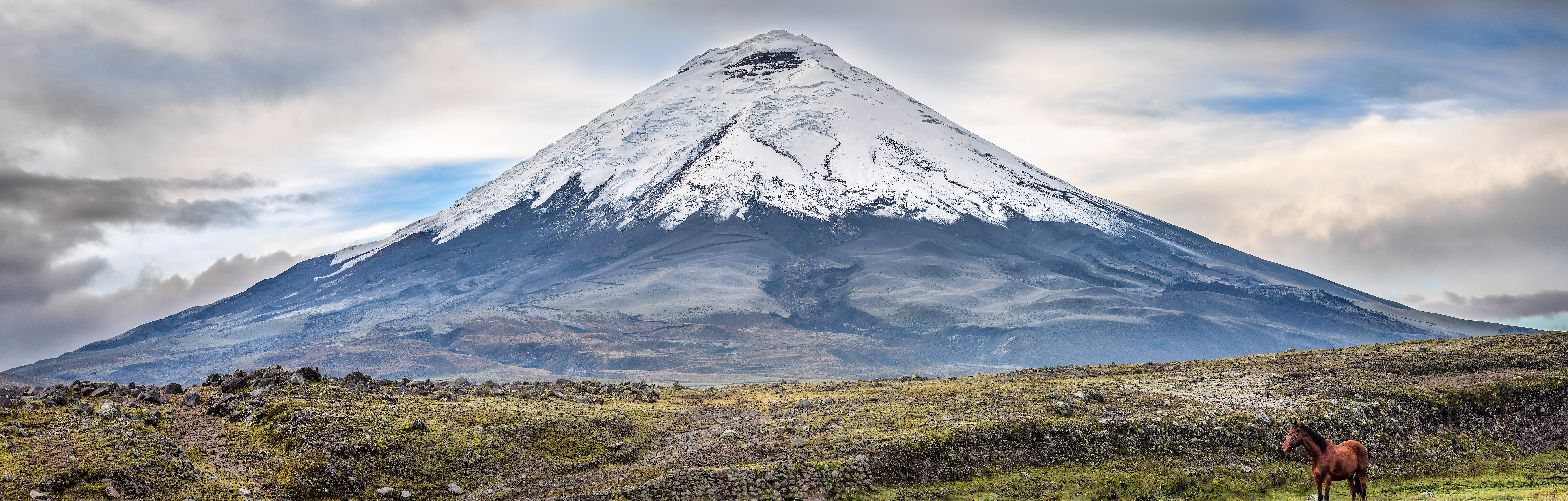
Vue du Cotopaxi.

Des études réalisées par téphrochronologie et par datation au carbone 14 ont montré que le Cotopaxi a atteint un Indice d'explosivité volcanique de 5 (éruption plinienne paroxysmale) à de nombreuses occasions depuis 6 000 ans. Selon le Global Volcanism Program de la Smithsonian Institution, les plus importantes seraient survenues en 5820 av. J.-C. et en 3880 av. J.-C.
En 1533, au soir d'une bataille opposant Amérindiens et soldats espagnols pour la possession du territoire qui allait devenir l'Équateur, le Cotopaxi entre en éruption. C'est le premier récit historique de l'activité volcanique de ce volcan,.
Depuis le XVIe siècle, le Cotopaxi a connu une cinquantaine de phases éruptives,. Les éruptions les plus violentes ont lieu en 1742, 1744, 1768 et 1877. L'éruption de 1744 détruit une partie de Latacunga, mais ne fait que peu de victimes, les habitants ayant pour la plupart eu le temps de se mettre à l'abri sur une colline pour échapper aux lahars. Elle tue en revanche beaucoup de bêtes parmi les troupeaux. Celle de 1768 produit une grande quantité de cendres et de ponces, mais ne fait guère de victimes,. En revanche, l'éruption du 28 juin 1877, dont les explosions sont entendues jusqu'à 350 kilomètres de distance, produit suffisamment de cendres et de ponces pour obscurcir le ciel en plein jour et donne naissance à des lahars qui font des milliers de victimes. Ces lahars se déplacent de plus de cent kilomètres en direction de l'océan Pacifique et du bassin de l'Amazone,,.
La dernière éruption notable a lieu en 1903-1904 : d'intensité modérée, elle dure plus d'un an,. Quelques activités sont aussi enregistrées jusqu'en 1942. Depuis 2001, une activité sismique croissante est enregistrée autour du Cotopaxi. Après une activité croissante durant l'été, le 14 août 2015, l'Institut de géophysique de l'École polytechnique nationale de Quito signale deux explosions sur le volcan. Elles se succèdent les jours suivants et produisent un panache de huit kilomètres de haut. Quito est touchée par une pluie de cendres. Plusieurs milliers de personnes sont évacuées avec le déclenchement de l'alerte maximale par le gouvernement équatorien et l'instauration de l'état d'exception dans les provinces de Cotopaxi, Tungurahua, Napo et Pichincha. En août 2015, 2 100 secousses telluriques sont enregistrées et les quantités d'émission de dioxyde de soufre atteignent environ 20 000 tonnes par jour.

### Histoire humaine

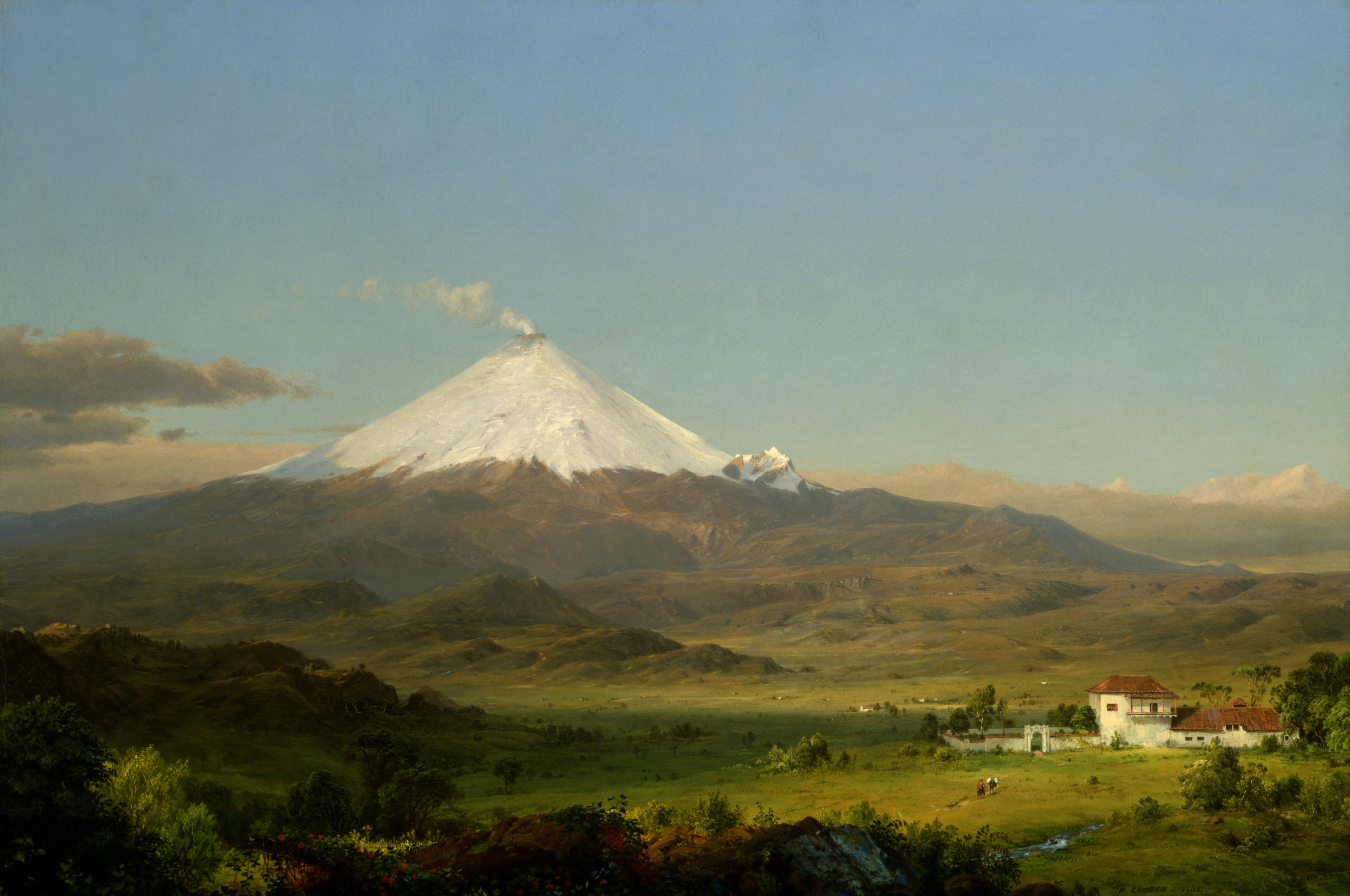
Le Cotopaxi peint par Frederic Edwin Church en 1855.

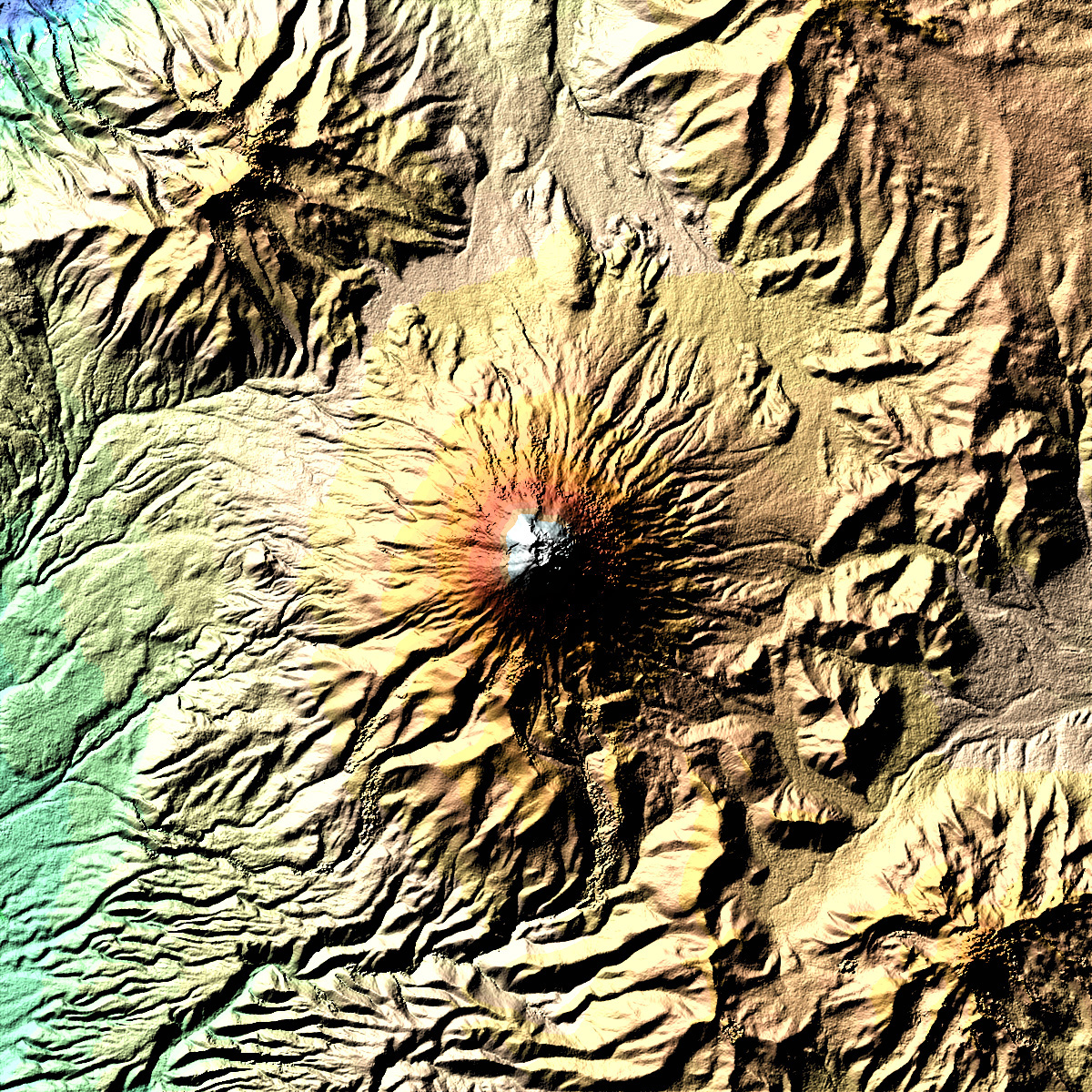
Image satellite radar en fausses couleurs du volcan.

La première tentative d'ascension connue du Cotopaxi est celle d'Alexander von Humboldt en 1802, il est contraint de s'arrêter à une altitude d'environ 4 500 m. En 1858, Moritz Wagner ne parvient pas non plus à atteindre le sommet.
Le volcan est gravi pour la première fois le 28 novembre 1872 par les géologues allemands Wilhelm Reiss et Alphons Stübel accompagnés du Colombien Angel M. Escobar,,. En 1873, le sommet est à nouveau atteint par Stübel, puis en 1880 par Edward Whymper qui est témoin d'une éruption lors de son ascension. Le peintre Rudolf Reschreiter (de) et Hans Meyer atteignent le sommet en 1903 et de nombreuses toiles de Reschreiter représentent des vues du Cotopaxi.
À la fin du XXe siècle, l'ascension du Cotopaxi devient une attraction touristique. Le Refugio José Félix Ribas (du nom de José Félix Ribas) est construit en 1971 à une altitude de 4 864 mètres et agrandi en 2005. Une tragédie s'y déroule le dimanche de Pâques 1996 lorsqu'une avalanche ensevelit partiellement le refuge ainsi que des dizaines de touristes. Le glacier situé au-dessus du refuge a probablement été affaibli par un tremblement de terre ayant affecté toute la province de Cotopaxi quelques jours auparavant. En raison de la chaleur, une importante portion du glacier se détache. En raison des vacances de Pâques, le nombre de visiteurs présents sur les pentes du volcan est élevé, 13 sont tués par l'avalanche. Les personnes coincées dans le refuge parviennent à casser les fenêtres et à s'en extraire. Le refuge étant situé dans une vallée, il reste exposé aux avalanches.

## Alpinisme
Le volcan est accessible par la route jusqu'à une altitude de 4 500 mètres. L'ascension est plus facile par la face septentrionale, qui est balisée et où se trouve un refuge à 4 864 mètres. Il existe une autre voie par la face Nord-Ouest, plus directe, mais non balisée. Il faut compter au minimum 4 heures pour accéder au sommet et 1 h 30 pour redescendre.

### Records
Après avoir établi un premier record d'aller-retour depuis le Refugio José Félix Ribas en 2012, le  Suisso-Équatorien Karl Egloff améliore son record de six secondes le 19 octobre 2021 pour le porter à 1 h 36 min 54 s. Il ne bat pas le record d'ascension, détenu par l'Américain Tyler Andrews en 1 h 13 min 24 s, mais parvient à descendre les 1 100 mètres de dénivelé en seulement dix-sept minutes.

## Dans la culture

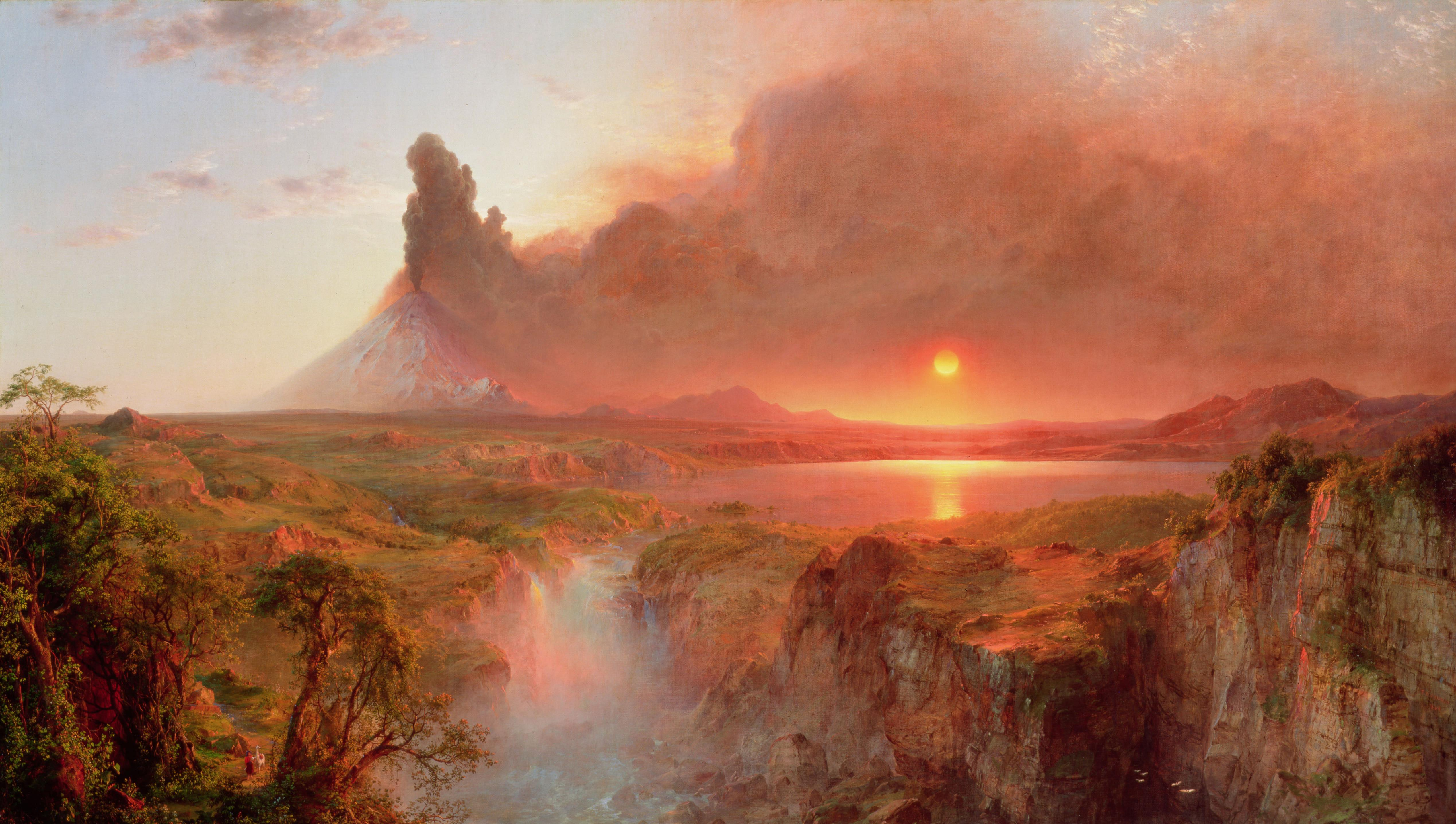
Le Cotopaxi par Frederic Edwin Church, 1862.

Le Cotopaxi a été souvent représenté dans les peintures traditionnelles des peuples indigènes Tigua, le volcan ayant pour eux une valeur culturelle importante.
- Le Cotopaxi a été le sujet de plusieurs toiles du peintre Frederic Edwin Church en 1855 et 1862.
- Dans le poème Romance de Walter J. Turner (en) (1916), le Cotopaxi est l'un des lieux romantiques à avoir volé le cœur du poète.
- Dans le film américain Rencontres du troisième type (1977), le SS Cotopaxi, navire qui a disparu en 1925, réapparaît dans le désert de Gobi.
- Le groupe de rock américain The Mars Volta a écrit une chanson intitulée d'après le volcan (en).
- Dans The Star (1897), une nouvelle de H. G. Wells, le Cotopaxi entre en éruption et le tumulte de lave atteint la côte dans la journée.
- Dans Shadrak dans la fournaise (1976), un roman de science-fiction de Robert Silverberg, une éruption du Cotapaxi devient connue sous le nom de la nuit du Cotopaxi. Elle marque le début d'une série de désastres et de soulèvements qui vont mener, au début du XXIe siècle, à une dictature mondiale par le Mongol Genghis Mao.